# Kasteel Moyson

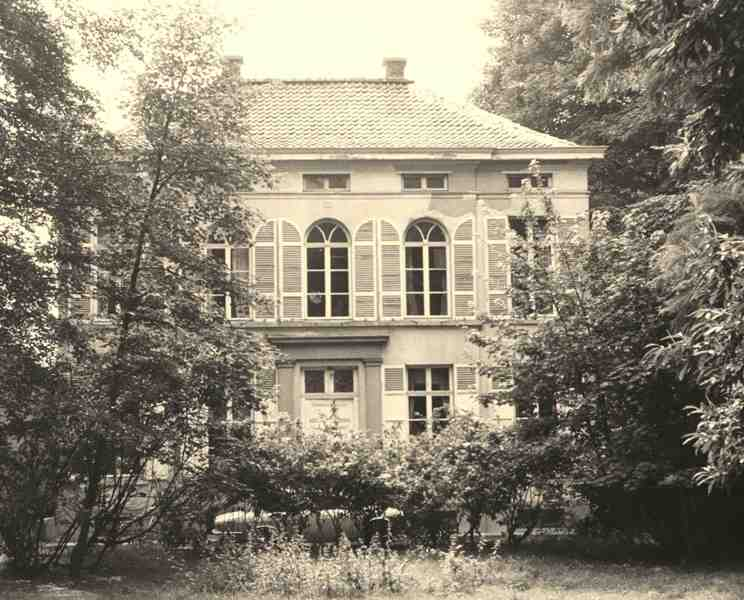
Kasteel Moyson

Kasteel Moyson is een kasteel in de tot de Antwerpse gemeente Mechelen behorende plaats Leest, gelegen aan Kouter 90.
Het betreft een neoclassicistisch kasteeltje dat in 1842 werd gebouwd in opdracht van L. Voet die burgemeester was van 1858-1864. Het is een dubbelhuis onder schilddak.
In 1960 werd een Lourdesgrot op het terrein gebouwd. Verder is er een wagenhuis.